# Esaias Tegnér
Esaias Tegnér (Kyrkerud (Wermland), 1782. november 13. – Växjö, 1846. november 2.) svéd költő.

## Életútja
A lundi egyetemre járt, 1802-ben az esztétika magántanára lett, 1805-ben az esztétika segédtanárává és az egyetemi könyvtár alkönyvtárosává, 1812-ben a görög nyelv tanárává nevezték ki. Ekkoriban már hírneves lírai költő volt.
1811-ben megjelent Svea című hazafias költeménye, amellyel nagy feltűnést keltett.
1818-ban az akadémia tagja lett és ugyanezen évben a teológia doktorává avatták. 1824-ben växjöi püspökké nevezték ki, ebben a szerepében Tegnér mint pedagógus és mint szónok is kitűnt tanügyi beszédeivel.
Idilleket (Nattvardsbarne, 1821) és románcokat (Axel, 1822) írt. Legfontosabb műve a Frithjofssaga (Stockholm, 1825), amely majdnem minden élő nyelven megjelent, Tegnér a Frithjof-mondát dolgozza fel.
Másik nagy költeményét, a Gerdát nem fejezhette be, 1840-től elmebetegségben szenvedett.
Halála után, közadakozásból, szobrot emeltek neki Lundban (1853. június 22.).
Veje és életrajzírója, Carl Vilhelm Böttiger gyűjtötte össze és adta ki összes műveit (7 kötet, Stockholm, 1847-51, díszkiadás u. o. 1882-1885). Hátrahagyott írásait unokája, Elof Tegnér jelentette meg (3 kötet, u. o. 1873-74).